# Пентаподы
Пентаподы (лат. Pentapodus) — род морских лучепёрых рыб из семейства нитеперовых (Nemipteridae). Распространены в тропических и субтропических водах восточной части Индийского и западной части Тихого океана. Максимальная длина тела представителей разных видов варьирует от 10,4 до 35 см.

## Описание
Тело умеренно вытянутое, сжато с боков. Зубы мелкие, ворсинчатые или конические, расположены полосками на обеих челюстях. В передней части верхней челюсти 2—3 пары крупных, немного загнутых, клыковидных зубов. На нижней челюсти обычно пара увеличенных, сжатых с боков, клыковидных зубов в передней части и несколько немного увеличенных конических зубов по бокам. На первой жаберной дуге 7—15 коротких жаберных тычинок. В длинном спинном плавнике 10 колючих и 9 мягких лучей. В анальном плавнике 3 колючих и 7 мягких лучей; колючие лучи примерно одинаковые. Грудные плавники короткие, в них 2 неразветвлённых и 13—15 разветвлённых мягких лучей. Брюшные плавники короткие или умеренно длинные, с одним колючим и 5 мягкими лучами. Хвостовой плавник раздвоенный; верхняя лопасть (а иногда и нижняя) заострённая, серповидная или вытянута в длинную нить. На верхней части головы чешуя доходит до уровня начала глаза или до уровня ноздрей. Подглазничные кости с чешуёй или без чешуи. Задний край подглазничной кости гладкий. Есть чешуя на предкрышке и крышке. Задний край предкрышки зазубренный или гладкий. Верхний край жаберной крышки с небольшим плоским шипом. В боковой линии 42—56 чешуй. Над боковой линией 2½— 6 поперечных рядов чешуи, под боковой линией — 11—20 поперечных рядов чешуи. Окраска тела очень разнообразная.

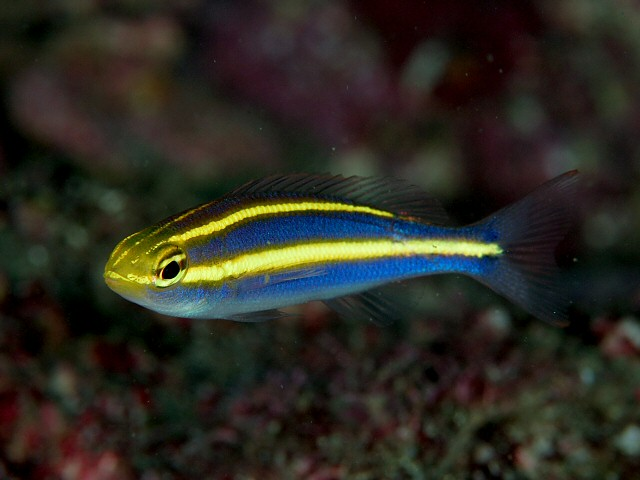
Pentapodus caninus

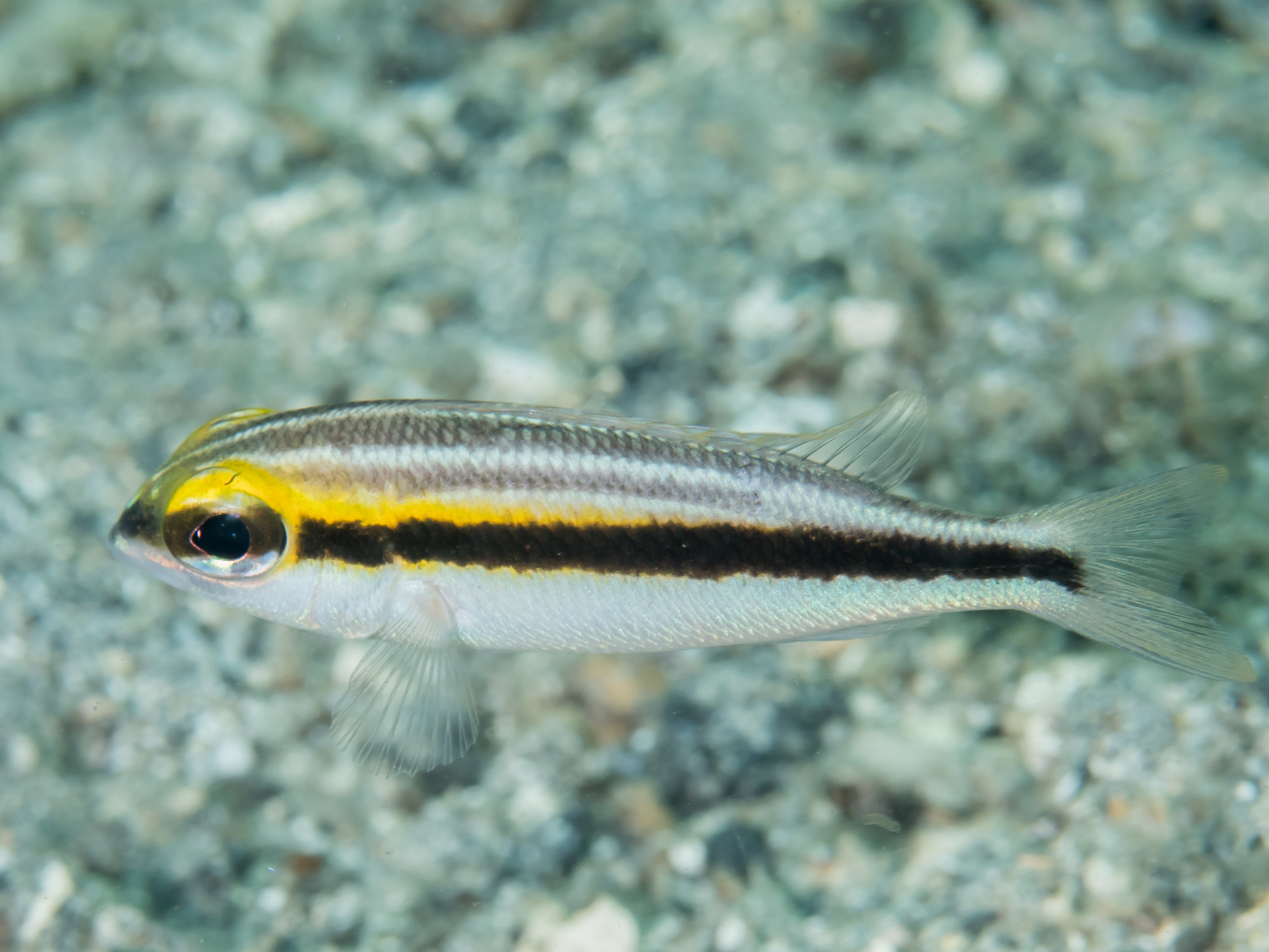
Pentapodus paradiseus

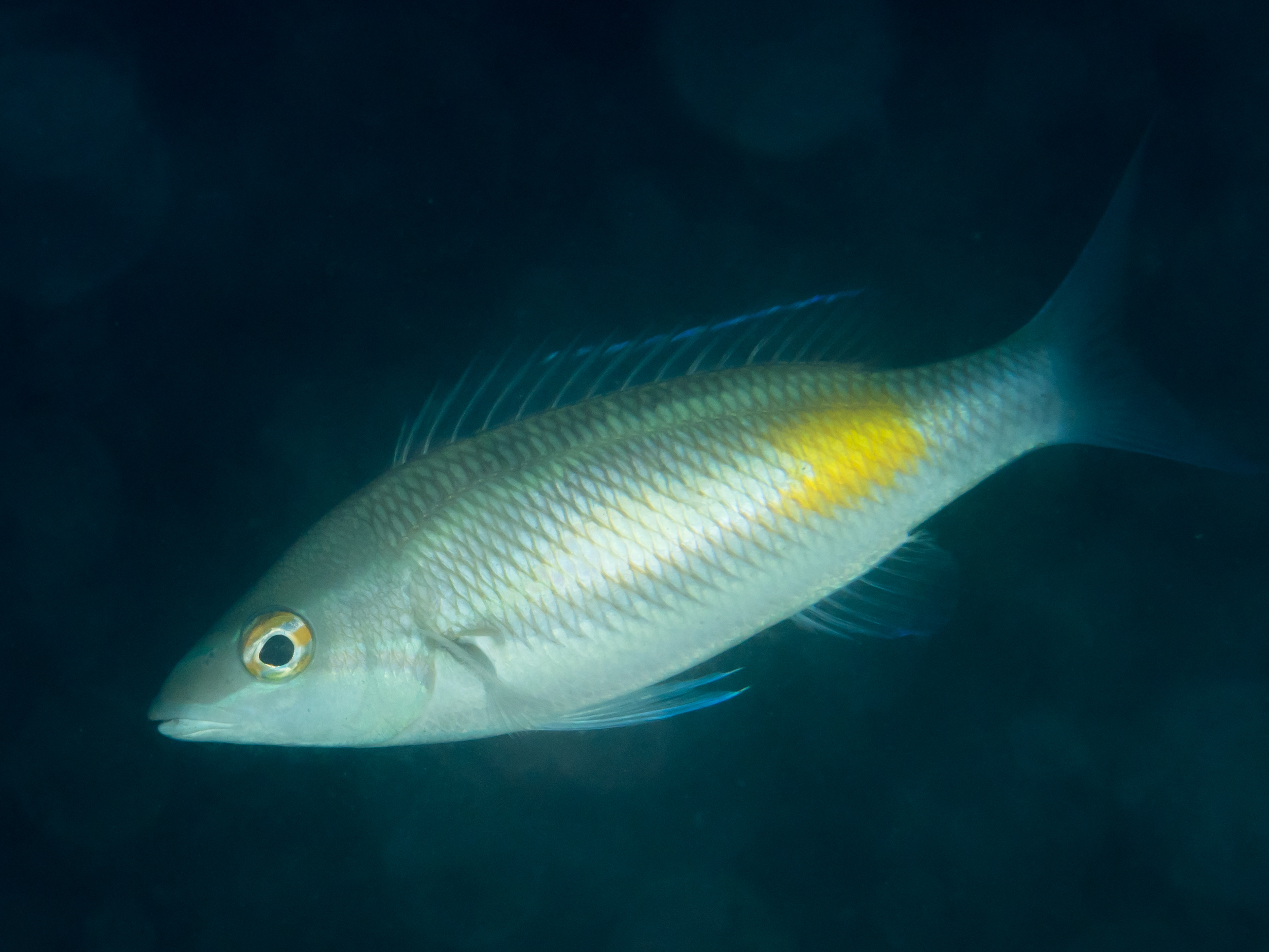
Pentapodus trivittatus

## Биология
Морские бентопелагические рыбы, некоторые виды обитают в средних слоях воды. Обитают на материковом шельфе обычно на глубине до 100 м у рифов или вблизи рифовых зон. Ведут одиночный образ жизни или образуют скопления. Питаются преимущественно мелкими рыбами, ракообразными и полихетами. Представители рода, не связанные тесно с дном, питаются крупным зоопланктоном.

## Классификация
В состав рода включают 12 видов:
- Pentapodus aureofasciatus B. C. Russell, 2001
- Pentapodus bifasciatus (Bleeker, 1848)
- Pentapodus caninus (Cuvier, 1830)
- Pentapodus emeryii (Richardson, 1843)
- Pentapodus komodoensis G. R. Allen & Erdmann, 2012
- Pentapodus nagasakiensis (Tanaka, 1915) — Нагасакский пентапод, или белополосый пентапод[1]
- Pentapodus numberii G. R. Allen & Erdmann, 2009
- Pentapodus paradiseus (Günther, 1859)
- Pentapodus porosus (Valenciennes, 1830)
- Pentapodus setosus (Valenciennes, 1830)
- Pentapodus trivittatus (Bloch, 1791)
- Pentapodus vitta Quoy & Gaimard, 1824